# Barypina
Los baripinos (Barypina) son una subtribu de coleópteros adéfagos perteneciente a la familia Carabidae. 

## Géneros
Tiene los siguientes géneros:
- Barypus
- Bembidiomorphum